# Tribunal Penal Especial
O Tribunal Penal Especial (em irlandês: Cúirt Choiriúil Speisialta) é um tribunal penal da República da Irlanda, que trata casos de terrorismo e de crime organizado. O Artigo 38 da Constituição da Irlanda autoriza o Dáil a criar "tribunais especiais" com amplo poder quando "os tribunais comuns não são suficientes para assegurar a efectiva administração da justiça". O tribunal foi estabelecido pela primeira vez pelo Dáil sob o Ato de Estado sobre o Crime de 1939 para impedir que o Exército Republicano Irlandês seguisse a política de neutralidade da Irlanda durante a II Guerra Mundial. O atual Tribunal Penal Especial data a partir de 1972, logo após o começo do Conflito na Irlanda do Norte.